# Salamina (Xipre)

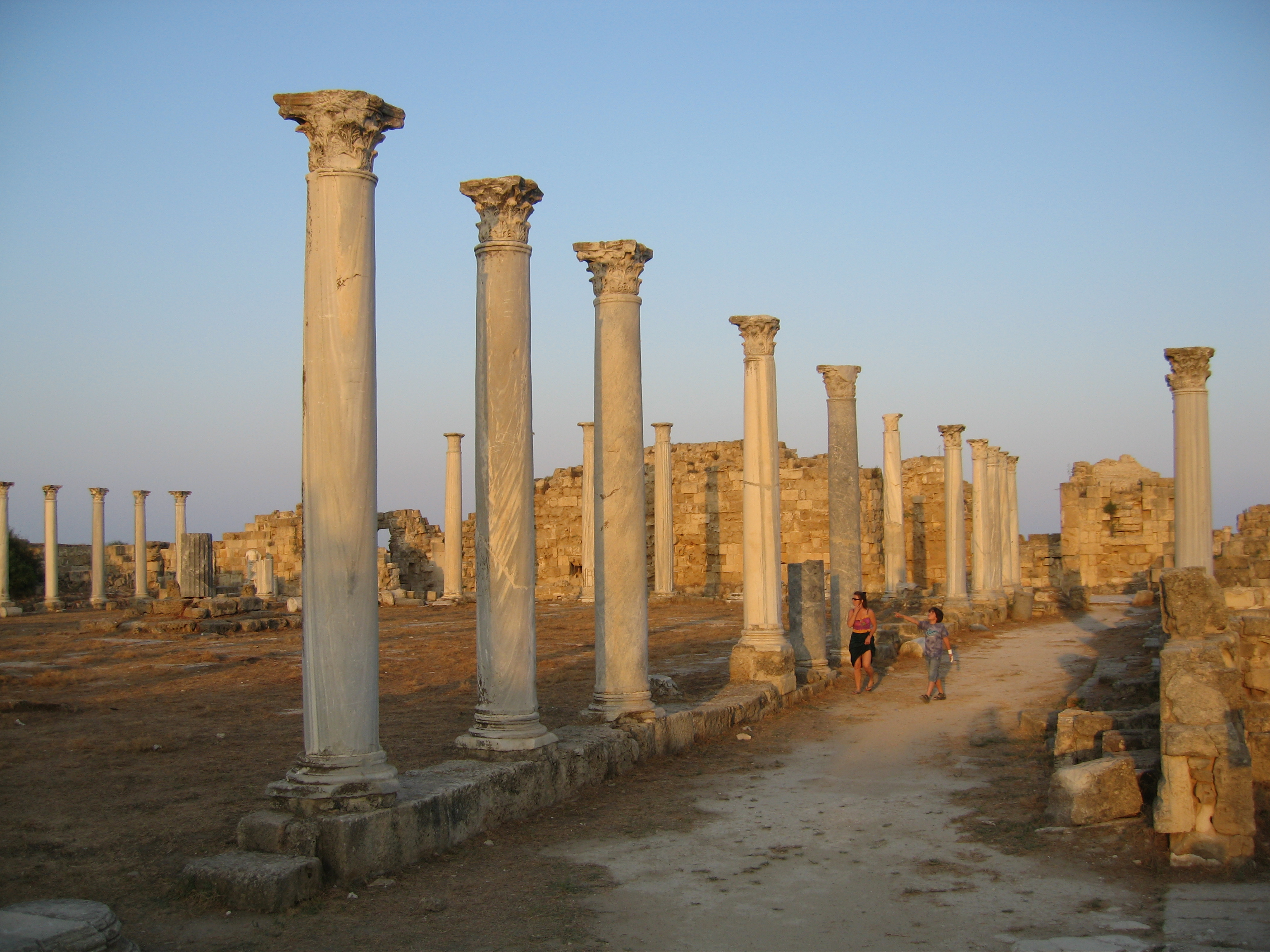
Gimnàs de Salamina.

Salamina (en grec antic Σαλαμίς, 'Salamís', en llatí Salamis) era una ciutat de la costa oriental de Xipre, a la riba del riu Pedieos, 6 km al nord de l'actual Famagusta. Era una de les Deu ciutats-estat de Xipre que consten a la relació del rei d'Assíria Assarhaddon.

## Història

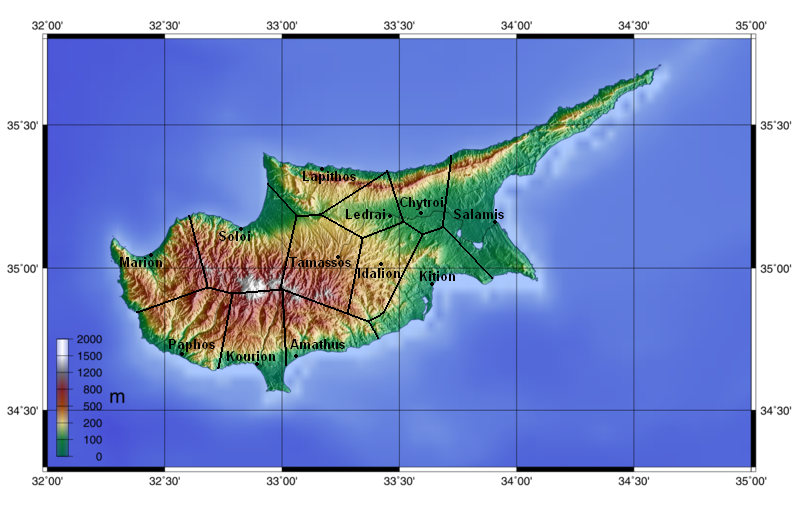
Ciutats estat de Xipre (cap al 672 aC)

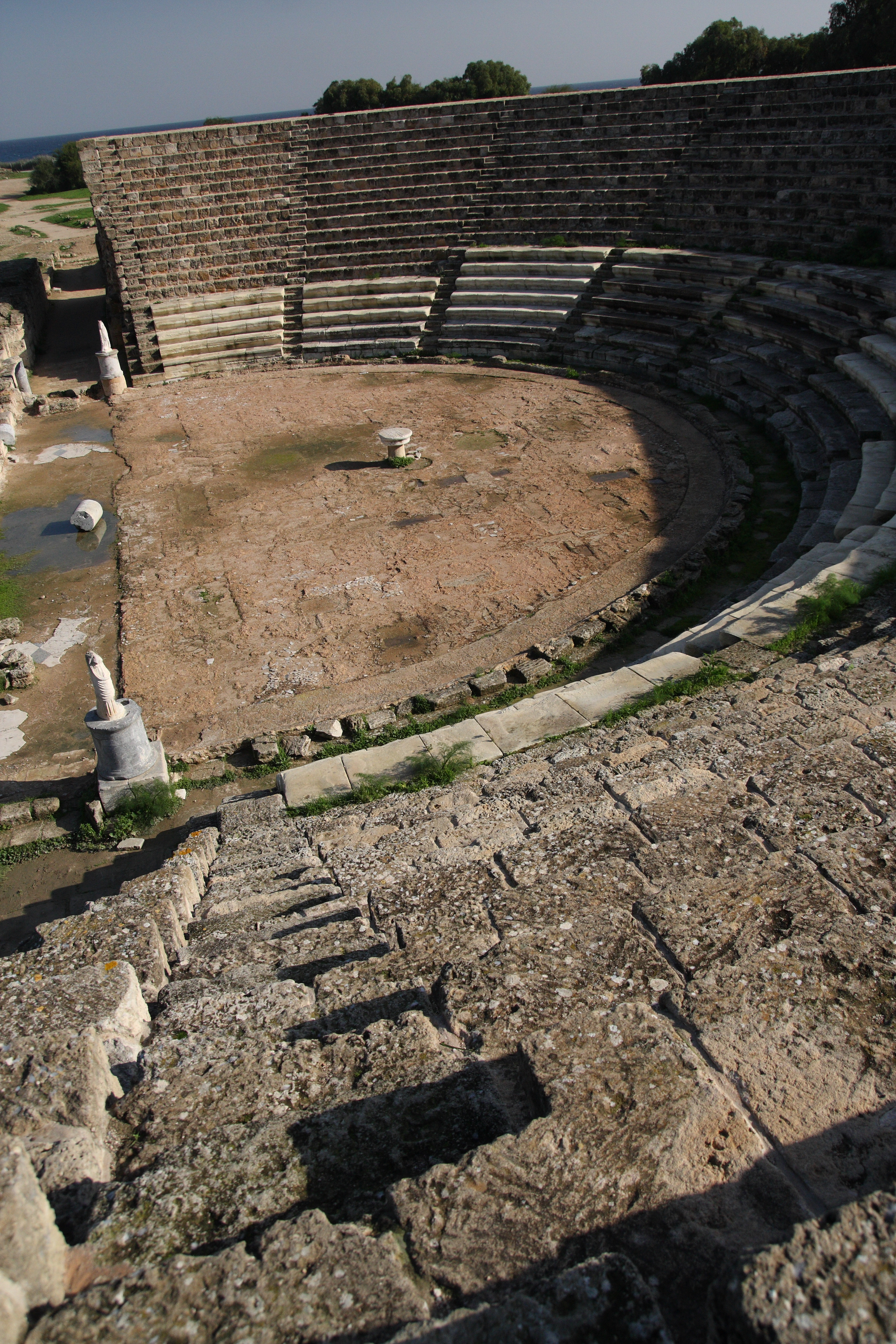
Teatre grec de Salamina.

La tradició deia que va ser fundada per Teucre, fill de Telamó, que no va poder tornar a casa seva després de la Guerra de Troia perquè no havia pogut venjar la mort del seu germà Àiax. Segons Aristòtil, els habitants de Salamina mostraven la seva tomba.
A l'època de la Revolta Jònica, els reis de Salamina eren grecs descendents de Teucre, segons Heròdot. Al segle vi aC Salamina ja era una ciutat important, aliada als batiades de Cirene, tot i que el rei de Salamina, Evelton (entre els anys 570-525 aC), no va ajudar el rei Arcesilau III a recuperar el tron. Gorgos, rei al temps de la Revolta Jònica, no es va unir als rebels, però el seu germà Onesilos el va expulsar i es va unir als revoltats junt amb altres ciutats l'any 499 aC. La primera batalla de Salamina de Xipre va acabar amb la independència del regnes xipriotes l'any 498 aC. Gorgos va retornar al poder (498-480 aC). L'atenenc Anaxícrates, successor de Cimó II, el va assetjar a Salamina però després de l'acord amb els perses el setge es va aixecar, diu Diodor de Sicília.
Després de la pau d'Antàlcides els perses van combatre durant deu anys contra Evagores I (411-374 aC). Evagores i el seu fill Pnitàgores van morir assassinats per un eunuc esclau de Nicocreó, i el va succeir el seu fill Nicocles. Isòcrates va compondre un panegíric sobre Evàgores dirigit al seu fill Nicocles, on explica la lluita dels reis de Salamina per deslliurar-se de la influència dels fenicis sobre l'illa.
Menelau, germà de Ptolemeu I Sòter va ser derrotat a Salamina en una gran batalla naval per Demetri Poliorcetes l'any 306 aC. La famosa cortesana Làmia va formar part del botí que va arreplegar Demetri, sobre el que aviat va tenir una gran influència. El 301 aC, després de la derrota d'Antígon el borni (pare de Demetri) Salamina va caure en mans dels egipcis, i va quedar integrat en el regne dels Ptolemeus o al regne de Xipre, fins que aquest va passar als romans, segons Plutarc i Poliè.
Sota Roma, era una ciutat important, amb una nombrosa colònia jueva. Després de la revolta jueva del 115 la ciutat va quedar quasi deserta (117) i la seva destrucció es va completar per un terratrèmol, però Constanci II la va restaurar i li va donar el nom de Constantia. Va ser la seu d'un bisbe. Epifani I de Constància, escriptor contra les sectes herètiques, va ser bisbe de la ciutat el 367. Durant el regnat d'Heracli els sarraïns van destruir la ciutat (640).

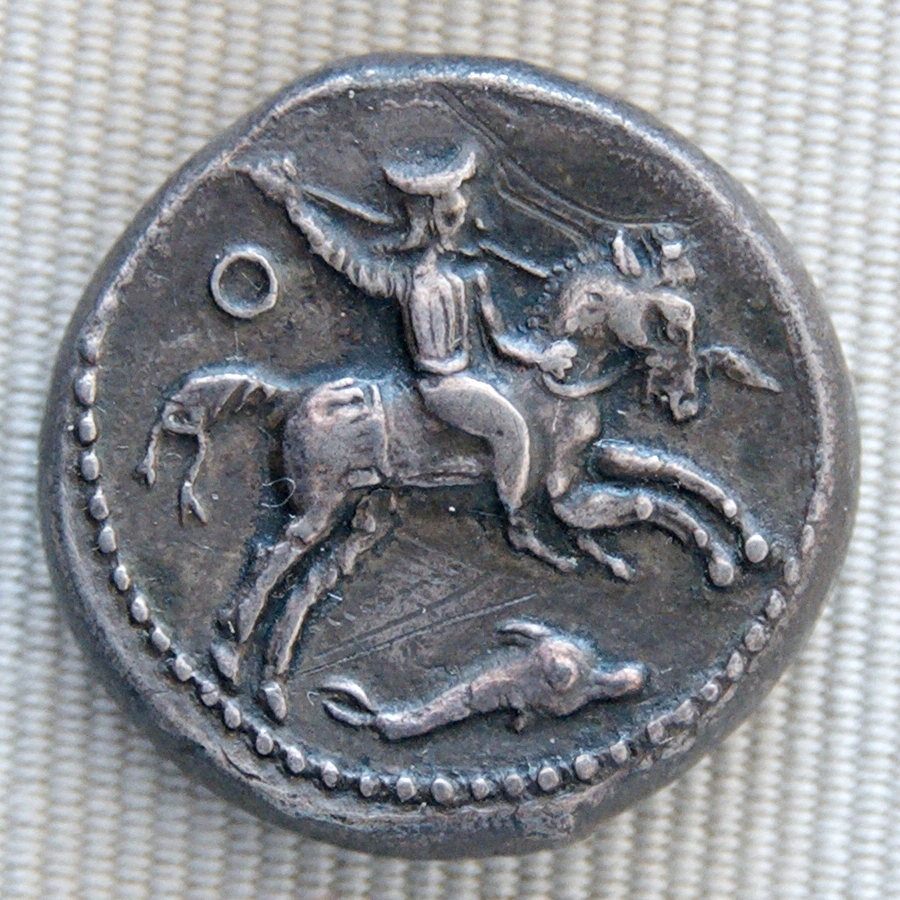
Tetradracma d'Evagoras II (368-346aC).

## Reis de Salamina
- Evelton 579-525 aC
- Siromos vers 525 aC
- Hersis vers 515 aC
- Gorgos 500-499 aC
- Onèsil 499-498 aC
- Gorgos (segona vegada) 498-480 aC
- Filé 480-465 aC
- Nicodem 465-450 aC
- Lakhàrides
- Eventos vers 450 aC
- Desconegut
- Avdimó vers 411 aC
- Evàgores I 411-374 aC
- Nicocles (fill) 374-368 aC
- Evàgores II 368-351 aC
- Pnitàgores 351-332 aC
- Nicocreó 331-310 aC
- Menelau (governador) 310-306 aC
- A Antígon el borni 306 aC
- Als Ptolemeus d'Egipte 301 aC.